# Andrés López Mora
Andrés López Mora es un fiscal español. Fue fiscal jefe del Tribunal Superior de Justicia de Castilla-La Mancha entre 1989 y 2006.

## Biografía
En 1965 fue nombrado abogado fiscal de la Audiencia Territorial de Albacete. Nombrado primer fiscal jefe del recién creado Tribunal Superior de Justicia de Castilla-La Mancha el 2 de junio de 1989, tomó posesión de su cargo el día 19 del mismo mes en la sala de plenos del Palacio de Justicia de Albacete. Al acto asistió el fiscal general del Estado, Javier Moscoso del Prado.
En 1993 le fue concedida la Cruz de Honor de la Orden de San Raimundo de Peñafort.
Se mantuvo en el cargo hasta 2006, cuando fue sustituido como fiscal jefe del Tribunal Superior de Justicia de Castilla-La Mancha por José Martínez Jiménez. Ejerció también como director de la UNED en Albacete.